# 재외동포법 위헌확인 사건
재외동포법 위헌확인 사건은 대한민국 헌법재판소 판례이다. 동포를 차별하는 내용을 담은 재외동포의출입국과법적지위에관한법률 제2조 제2호가 헌법 제11조의 평등원칙에 위배되어 헌법불합치 결정을 받았다.

## 사실관계
한국정부는 재외동포들의 출입국과 대한민국 내에서의 법적 지위를 보장하기 위하여 재외동포의출입국과법적지위에 관한 법률을 제정하였는데 1948년 대한민국 정부수립 이전에 해외로 이주한 자 및 그 직계비속을 재외동포의 범주에서 제외함에 따라, 중국,CIS지역 국적 재외동포의 청구인은 위 법률에서 규정하는 혜택을 받지 못하게 되어 인간의 존엄과 가치 및 행복추구권, 평등권 등을 침해당하였다고 주장하면서, 위 법률에 대한 위헌확인을 구하는 이 사건 헌법소원심판을 청구하였다.

## 관련조문

##### 재외동포법 제2조(정의)
이 법에서 "재외동포"란 다음 각 호의 어느 하나에 해당하는 자를 말한다.
1. 대한민국의 국민으로서 외국의 영주권(永住權)을 취득한 자 또는 영주할 목적으로 외국에 거주하고 있는 자(이하 "재외국민"이라 한다)
2. 대한민국의 국적을 보유하였던 자 또는 그 직계비속으로서 외국국적을 취득한 자 중 대통령령으로 정하는 자(이하 "외국국적동포"라 한다)

##### 재외동포법 시행령 제3조[외국국적동포의 정의]
법 제2조 제2호에서 "대한민국의 국적을 보유하였던 자 또는 그 직계비속으로서 외국국적을 취득한 자 중 대통령이 정하는 자"라 함은 다음 각호의 1에 해당하는 자를 말한다.
1. 대한민국 정부수립 이후에 국외로 이주한 자 중 대한민국의 국적을 상실한 자와 그 직계비속
2. 대한민국 정부수립 이전에 국외로 이주한 자 중 외국국적 취득 이전에 대한민국의 국적을 명시적으로 확인받은 자와 그 직계비속

## 주문
1. 재외동포의출입국과법적지위에관한법률(1999. 9. 2. 법률 제6015호로 제정된 것) 제2조 제2호, 재외동포의출입국과법적지위에관한법률시행령(1999. 11. 27. 대통령령 제16602호로 제정된 것) 제3조는 헌법에 합치하지 아니한다.
2. 이들 조항은 2003. 12. 31.을 시한으로 입법자가 개정할 때까지 계속 적용된다.

## 이유

### 청구의 적법여부
재외동포법 시행령 제3조는 재외동포법 제2조 제2호의 규정을 구체화하는 것으로서 양자가 일체를 이루므로 심판대상을 동 시행령규정에까지 확장한다. 심판청구는 완전, 불충분하게 규율하고 있는 부진정입법부작위에 해당하고 법률안이 거부권행사에 의하여 최종적으로 폐기되었다면 모르되, 그렇지 아니하고 공포되었다면 법률안은 그 동일성을 유지한다. 수혜적 법률의 경우 수혜범위에서 제외된 자가 그 법률에 의하여 평등권이 침해되었다고 주장하는 당사자에 해당되고, 당해 법률에 대한 위헌 또는 헌법불합치결정에 따라 수혜집단과의 관계에서 평등권 침해상태가 회복될 가능성이 있다면 기본권침해성이 인정된다. 위헌 또는 헌법불합치 결정에 따라 수혜집단과의 관계에서 평등권침해 상태가 회복될 가능성이 있다면 기본권 침해성이 인정된다.
인간의 존엄과 가치, 행복추구권은 대체로 '인간의 권리'로서 외국인도 주체가 될 수 있으므로 청구인들에게 기본권주체성을 인정할 수 있다. 심판청구 당시에는 공포되지 아니하였다고 하더라도 그 법률로 인하여 평등권 등 기본권을 침해받게 되었다고 주장하는 이상 청구 당시의 공포 여부를 문제 삼아 헌법소원의 대상성을 부인할 수는 없다.

### 규정의 위헌성
재외동포법은 이중국적 허용요구에 담기 애로사항을 선별수용함으로써 모국에 대한 불만을 해소하기 위한 것이다. 청구인들이 종래에 누리던 인간의 존엄과 가치 및 행복추구권이 침해되었다는 것은 아니라 할 것이다.

##### 평등권의 침해여부
차별이 존재하고 차별의 목적이 정당하고 적합하며 적정하여야 한다. 이 사건의 경우 정부수립이후이주동포와 수립이전과 이후동포를 차별하면서 그들이 절실히 필요로 하는 출입국기회와 대한민국 내에서의 취업기회를 차단당하였다. 암울했던 역사적 상황으로 인하여 어쩔 수 없이 조국을 떠나야 했던 동포들을 돕지는 못할망정, 오히려 법적으로 차별하는 정책을 취하는 외국의 예를 찾을 수 없고 이 사건에서의 차별은 민족적 입장을 차치하고라도 인도적 견지에서조차 정당성을 인정받을 수 없다. 따라서 본 입법은 헌법 제11조의 평등원칙에 위배된다.

## 참고 문헌
- 대한민국 헌법재판소 판례 2001.11.29, 99헌마494
- 김현석, 헌법 기본판례 109선, 헤르메스, 2011. ISBN 9788994619118
- 채한태, 헌법재판소 핵심판례집, 고시연구사, 2002 ISBN 8995336102

## 같이 보기
- 대한민국 헌법 제2조
- 출입국관리법
- 재외국민등록법
- 공직선거법